# Phthanophaneron
Phthanophaneron is een geslacht van straalvinnige vissen uit de familie van lantaarnvissen (Anomalopidae).

## Soort
- Phthanophaneron harveyi (Rosenblatt & Montgomery, 1976)